# UPS航空1354號班機空難
UPS航空1354號班機是由肯塔基州路易維爾國際機場往阿拉巴馬州伯明罕－沙特爾斯沃思國際機場的定期貨機。2013年8月14日該班機在伯明罕－沙特爾斯沃思國際機場進場時墜毀並發生大火，正副駕駛（也是機上僅有兩人）罹難。
此次事故被拍攝成空中浩劫第21季第10集《Deadly Delivery》

## 事故飛機
事故飛機是架空中巴士A300F4-622R，註冊編號N155UP，使用普惠PW4000引擎，2003年製造，並在隔年2月以新機交付UPS。事故發生時本機已累積約11,000飛行小時，並完成6,800次起降。

## 墜機
在阿拉巴馬州伯明罕－沙特爾斯沃思國際機場進場準備降落18跑道時，飛機「碰到一些樹」並以機鼻朝上的姿勢三次撞擊地面。機身隨後斷成兩截，機鼻的部份飛到距最初撞擊點200碼（180）的地方，其他部份再往跑道飛約75—80碼（69—73）後掉到地面並起火燃燒。

## 調查
美國國家運輸安全委員會（NTSB）在事發後展開事故調查，並派遣26人的行動小組到事故現場搜集易損壞的證物。同日稍晚的記者會上，NTSB表示因機尾部份仍在燃燒，暫時無法取得（放在機尾的）駕駛艙通話記錄器和飛航資料記錄器。法國航空事故調查處（BEA）與空中巴士的技術人員將以飛機製造國的身份參與調查。聯邦調查局採證小組（Evidence Response Team）亦將協助NTSB進行蒐證。

## 外部連結
- UPS航空
  - "Update on UPS Flight 1354." (Archive.today的存檔，存档日期2013-08-14)
- "Flight UP1354 on 14 August 2013 A300-600, registered N155UP." Bureau d'Enquêtes et d'Analyses pour la Sécurité de l'Aviation Civile. (Archive.today的存檔，存档日期2013-08-14)
- "UPS Flight 1354 accident in Birmingham – Alabama USA." - Airbus (Archive.today的存檔，存档日期2013-08-14)